# Kunčičky u Bašky
Kunčičky u Bašky – wieś i gmina katastralna w północno-zachodniej części gminy Baszka, w powiecie Frydek-Mistek, w kraju morawsko-śląskim, w Czechach. Powierzchnia 452,3194 ha, w 2001 liczba mieszkańców wynosiła 1003, zaś w 2012 odnotowano 437 adresów.
Położone są na lewym brzegu Ostrawicy, w etnograficznym regionie Lasko, w granicach Moraw.

## Historia
Po raz pierwszy wzmiankowane 14 kwietnia 1288 jako Cunczendorf, kiedy to jako własność biskupstwa ołomunieckiego zostały wraz z Mistkiem i kilkoma innymi wsiami zostały oddane w lenno rodzinie Stangów. W ten sposób utworzone zostało niewielkie państwo misteckie, które w 1402 wraz z wsią, po raz ostatni wzmiankowaną jako niemieckojęzyczne Cunczendorf, zostało zakupione przez Przemysława I Noszaka. Do 1581 zrastało się z tzw. państwem frydeckim, po czym państwo misteckie z wsią Malé Kunčice zostało wchłonięte z powrotem do biskupiego państwa hukwaldzkiego.
Z miejscowościami Baszka i Hodoňovice połączone zostały w 1960 roku.